# Селестен Френе
Селестен Френе (на френски: Célestin Freinet, 15 октомври 1896 – 8 октомври 1966) е френски педагог-реформатор.

## Ранни години
Френе е роден в Прованс като 5-о дете от семейство с 8 деца. Неговите училищни дни са трудни и това оказва влияние върху методите му на обучение и желание за реформи. През 1915 година влиза във Френската армия и е ранен, след което става пацифист. През 1920 година става начален учител в село Le Bar-sur-Loup, където започва да развива методите си на обучение.

## Образователни реформи
През 1923 година Френе използва печатарската преса за подпомагане на обучението поради затруднения си говор, резултат от раняването през войната. Той печата текстове и училищни вестници за учениците си. Децата трябва сами да съставят работите си, да дискутират и редактират групово преди да ги представят. Те редовно излизат от класната стая и отиват на излети. Вестниците се обменят с такива от други училища. Постепенно колективните текстове се оформят в училищни книги.
Френе основава учителски съюз CEL през 1924 година, от който произлиза учителското движение Ecole modern trend. Целта на CEL е да промени обучението отвътре чрез обединение на учителите.
Методите на обучение на Френе са варианти на официалната политика на Националния съвет за обучение и той открива собствено училище във Ванс (Vence) през 1935 година.

## Принципи на Френе
- Педагогика чрез работа: учениците да се окуражават, да учат чрез създаване на продукти или осигуряване на продукти, или осигуряване на обслужване.
- Обучение, базирано на опита: дейност, базирана на опита и грешката.
- Кооперативно обучение: учениците се кооперират в дейността.
- Центрове по интереси: интересите на децата и естественото любопитство са отправни точки за процеса на обучение.
- Естествен метод: автентично обучение чрез използване на реалния опит на децата.
- Демокрация: децата се учат да носят отговорност за своята работа и за цялата общност чрез използване на демократично самоуправление.

## Наследство
Работата на Френе е известна като „Педагогиката на Френе“ или „Движенията за съвременно училище“ и се прилага в много страни по света.